# سيدي علي بن إبراهيم (بني عياط)
سيدي علي بن إبراهيم هي إحدى مشيخات المملكة المغربية، تتبع جغرافيا لإقليم أزيلال وإداريًا لبني عياط. يقدر عدد سكانها بـ 3613 نسمة حسب الإحصاء الرسمي للسكان والسكنى لسنة 2004.